# The Lord of the Rings: The Fellowship of the Ring
The Lord of the Rings: The Fellowship of the Ring is het eerste deel van Peter Jacksons filmtrilogie The Lord of the Rings, gebaseerd op J.R.R. Tolkiens gelijknamige bestseller. De film was in 2002 genomineerd voor dertien Oscars en won er uiteindelijk vier. Het verhaal gaat over de hobbit Frodo Baggins, die een magische ring moet vernietigen voordat de duistere Sauron hem terugvindt.
De film ging op 19 december 2001 in première. Na The Fellowship of the Ring volgden The Two Towers (2002) en The Return of the King (2003). Deze films waren gelijktijdig met The Fellowship of the Ring opgenomen.
Op IMDb.com staat de film anno 2022 op nummer tien in de top 250 van beste films aller tijden. The Fellowship of the Ring won verscheidene Oscars, waaronder die voor beste visuele effecten en beste cinematografie. In financieel opzicht was de film eveneens uiterst succesvol. Wereldwijd bracht hij ruim 871 miljoen dollar op, bijna het tienvoud van het budget. Het is daarmee de op 10 na succesvolste film ooit gemaakt.
Een jaar later, eind 2002, kwam de extended edition van deze film uit en werd er nog een uur aan de film toegevoegd, waardoor deze film een uiteindelijke lengte kreeg van bijna 4 uur.

## Verhaal
In de proloog, verteld door Galadriel, wordt getoond hoe de twintig ringen werden gesmeed. Drie van deze ringen werden gegeven aan de elfen, die onsterfelijk waren en de meest wijzen van heel Midden-aarde. Zeven werden er gegeven aan de Dwergen, sterk en goede ambachtslieden. Negen werden er gegeven aan het ras der Mensen, die boven alles macht verlangen. Ze dachten dat ze hiermee over de wereld konden heersen. Maar ze werden bedrogen, want er werd nog een andere Ene Ring gesmeed door de Duistere Heer Sauron. Hij viel alle Vrije Volkeren van Midden-Aarde aan. Niemand durfde verzet te tonen, tot op één moment. Een leger van Mensen en Elfen, onder leiding van de Elfenkoning Gil-galad en de Koning der Mensen Elendil vochten terug in een grote slag aan de voet van de Doemberg. De overwinning was nabij, totdat Sauron zelf ten tonele verscheen. Met zijn krachtige morgenster doodde hij veel Mensen en Elfen. Ook Gil-galad en Elendil werden gedood toen ze probeerden Sauron aan te vallen. Zijn zoon Isildur sneed met zijn zwaard de vingers van Saurons hand en daarmee viel de Ring en Sauron kwijnde weg. Zijn leger was er niet meer. Elrond nam Isildur mee naar de Doemberg om de Ring in het vuur te gooien. Dat was de enige manier om de Ring te vernietigen (dus al het kwaad te vernietigen), maar Isildur was arrogant en liep weg met de Ring in zijn bezit. Hij hield hem tot hij op een moment gedood werd door Orks uit wraak voor het doden van hun meester. De Ring bleef op de bodem van een rivier liggen tot het moment dat hij opnieuw werd gevonden door de hobbit Déagol. Zijn neef Sméagol pakte de ring af van Déagol. De Ring gaf hem een onnatuurlijk lang leven, en Sméagol, die almaar meer veranderde in het wezen Gollem, hield hem zo'n 500 jaar, totdat de Ring hem verliet en hij werd gevonden door de hobbit Bilbo Baggins.
Zestig jaar later viert Bilbo in zijn woonplaats Hobbiton, de Shire zijn 111de verjaardag. Ook zijn oude vriend en tovenaar Gandalf is van de partij. Op zijn verjaardag houdt Bilbo een speech waarin hij vertelt dat hij binnenkort zal vertrekken. Hij doet van achter zijn rug de Ring (die onzichtbaar maakt) om, en vertrekt van het feest terug naar zijn huis. Gandalf had hem door en gaat ook naar het huis en betrapt daar Bilbo. Bilbo laat alles na aan zijn lievelingsneefje Frodo Baggins. In eerste instantie wil hij de Ring meenemen, maar Gandalf overtuigt hem ervan het niet doen. Hij merkt wat verdachts aan Bilbo's gedrag en galoppeert op zijn paard naar een oud archief in Minas Tirith en leest het verhaal van Isildur na. Gandalf beseft dat de Ene Ring is gevonden. Hij gaat terug naar Balingshoek, terug naar Frodo, om hem het verhaal te vertellen. Frodo stelt voor om de ring te verbergen en er nooit meer over te praten omdat enkel Gandalf, Bilbo en hijzelf van deze ring afweten. Helaas kan dit niet vermits één iemand anders de locatie van de ring weet. Het wezen Gollem wist dat Bilbo de ring had en diezelfde Gollem is gevangen genomen. In Mordor werd hij gemarteld en kon twee woorden uitbrengen. "Shire" en "Baggins". De ring en Frodo zijn dus niet meer veilig in de Shire omdat de Nazgûl eropuit gereden zijn om de ring te vinden. Het gesprek wordt echter afgeluisterd door Sam Gamgee, vriend en tuinman van Frodo, zonder verdere kwade bedoelingen. Gandalf stuurt de twee naar Breeg waar ze elkaar weer zullen ontmoeten. Zelf rijdt hij naar Isengard, om raad te vragen aan Saruman, het hoofd van de tovenaarsorde. Maar Saruman heeft de kant gekozen van Sauron, en sluit Gandalf na een hevig duel op boven op de top van zijn toren, Orthanc.
Frodo en Sam zijn inmiddels op weg naar Breeg, en komen onderweg hun Hobbitvrienden Meriadoc Brandybuck en Peregrin Took tegen, ook wel Merry en Peppin genoemd. Ze sprokkelen groenten bij elkaar, die ze hebben gestolen van de boer die in de buurt woont. En als Merijn en Pepijn aan de kant van de weg champignons vinden, hoort Frodo gekrijs, en beveelt iedereen om van de weg af te gaan. De vier Hobbits schuilen achter een boom. Het gekrijs komt van de Nazgûl en ze leiden de Nazgûl af door hun zak met groenten weg te gooien en ontsnappen. Maar onderweg naar de Pont van Bokkelburg komen ze ze weer tegen. Ze kunnen net op tijd op de pont springen en ontsnappen opnieuw. In Breeg komen ze de Doler Aragorn, bijgenaamd Strider, tegen. Hij waarschuwt ze voor de Nazgûl, en terecht, want diezelfde avond doen ze hun herberg aan. Ze steken "personen" in vier bedden neer, van wie ze denken dat het de Hobbits zijn. Het blijken echter slechts verenkussens. Aragorn en de Hobbits ontsnappen en overnachten de volgende avond op Weertop. Maar als Sam, Merijn en Pepijn een vuur maken, komen de Nazgûl terug. Aragorn komt net op tijd om ze te redden, maar kan niet vermijden dat Frodo wordt gestoken met een zwaard. Aragorn leidt hen naar het Elfenland Rivendel. Onderweg komen ze de Elfenvrouw Arwen tegen. Ze rijdt met Frodo op haar paard zo snel mogelijk naar Rivendel. Ook hier wordt Frodo weer achtervolgd door de Nazgûl, en wanneer ze in het water staan, spreekt Arwen een spreuk uit waardoor een enorme vloedgolf de Ruiters verjaagt.
Ondertussen is in Isengard Gandalf ontsnapt met hulp van een langsgekomen grote adelaar. Saruman is bezig met een leger van Orks opbouwen in de grotten van Isengard. Hij fokt ze en creëert een ras van een mix tussen Orks en mensen: de Uruk-Hai.
Frodo wordt in Rivendel na zijn herstel wakker aan de zijde van Gandalf en de Hobbits. Ook komt hij Bilbo tegen. Bilbo geeft hem zijn zwaard Prik, een magisch zwaard dat blauw oplicht wanneer er Orks in de buurt zijn. Ook geeft hij hem zijn maliënhemd. Heer Elrond houdt een belangrijke vergadering voor vertegenwoordigers van volken van heel Midden-aarde. Elrond vertelt ze nogmaals het verhaal van Sauron en de Ene Ring. Na flink ruziën wordt er een gezelschap gevormd om de Ring te vernietigen. De Hobbits, Gandalf en Aragorn gaan mee. Ook Boromir, een Mens en erfgenaam van de stadhouder van Minas Tirith, Legolas, een Elf, en Gimli, een Dwerg, gaan mee. Ze worden door Elrond benoemd tot het Reisgenootschap van de Ring.
Ze reizen naar Caradhras waar ze over een bergpas moeten. Dit lukt uiteindelijk niet, omdat Saruman de berg tegen hen opzet, en er lawines naar beneden komen. Gandalf geeft Frodo de keus, en Frodo kiest om door de Mijnen van Moria te gaan. Eenmaal daar aangekomen kunnen ze maar ternauwernood ontsnappen aan een gigantische octopus. Gimli kent de plek, het is het huis van zijn neef Balin. Gimli wordt ineens heel bedroefd wanneer hij een graftombe ziet liggen met Balins naam erop. Pepijn stoot een oude schedel in een waterput, en dat maakt de Orks in Moria wakker. Boromir merkt op dat ze een Grottrol hebben. Frodo wordt opnieuw verwond, maar houdt er uiteindelijk niks aan over, door het maliënhemd van Bilbo. Het Reisgenootschap vlucht naar de Brug van Khazad-dûm. Hier komen ze oog in oog te staan met een Balrog. Gandalf weet met zijn staf de brug te breken, en de demoon valt in de afgrond, maar in zijn val neemt hij Gandalf mee en ook hij stort in de diepte. Het Reisgenootschap vlucht weg uit Moria. Aragorn neemt de leiding over.
Het Reisgenootschap loopt zuidelijker als ze plots gevangengenomen worden door Elfen uit Lothlórien onder leiding van Haldir. Ze worden naar het Elfenland gebracht en ontmoeten daar Galadriel. Galadriel geeft de Hobbits geschenken. Aan Frodo geeft ze het licht van Eärendil, en een Elfenmantel die camoufleert. In het Elfenland wordt een klaagzang gezongen voor Gandalf. Het Reisgenootschap vertrekt weer uit Lothlórien. Ondertussen krijgen de Uruk-Hai van Saruman het bevel om de Halflingen (de Hobbits dus) gevangen te nemen en de rest te doden. Ze sporen ze op aan de oever van de rivier de Anduin.
Ondertussen meren ze aan. Boromir raakt steeds meer onder invloed van de Ring en probeert hem, tijdens een poging om Frodo over te halen naar zijn thuisland Gondor te gaan, te stelen. Ondertussen zijn de Uruk-Hai overgestoken en vallen ze Aragorn, Gimli en Legolas aan. Die kunnen de Orks aan. Tot op het moment dat de Hoorn van Gondor kan worden gehoord. Aragorn rent ernaartoe, wetende dat Boromir in gevaar verkeert. Als hij er aankomt, ligt Boromir met drie Ork-pijlen in zijn lichaam tegen een boom. Hij vertelt in zijn laatste woorden dat hij de Ring van Frodo probeerde af te pakken, en dat Merijn en Pepijn zijn meegenomen door de Orks. Daarna sterft hij. Op datzelfde moment vertrekken Frodo en Sam in een boot naar de oostoever. Aragorn bepaalt dat Frodo en Sam niet meer onder hun lot vallen, en besluiten jacht te maken op de Orks, met nog een klein beetje hoop dat Merijn en Pepijn nog leven.

## Rolverdeling
| Rol                          | Acteur/Actrice                                | Wezen in de film   |
| ---------------------------- | --------------------------------------------- | ------------------ |
| Frodo Baggins                | Elijah Wood                                   | Hobbit             |
| Gandalf                      | Ian McKellen                                  | Tovenaar (Maia)    |
| Aragorn "Strider" Elessar II | Viggo Mortensen                               | Mens (Numenor)     |
| Samwise "Sam" Gamgee         | Sean Astin                                    | Hobbit             |
| Rosie Cotton                 | Sarah McLeod                                  | Hobbit             |
| Galadriel                    | Cate Blanchett                                | Elf                |
| Sméagol/Gollem               | Andy Serkis                                   | "Hobbit"           |
| Boromir                      | Sean Bean                                     | Mens (Gondor)      |
| Arwen Undomiel               | Liv Tyler                                     | Elf                |
| Gimli                        | John Rhys-Davies                              | Dwerg              |
| Meriadoc "Merry" Brandybuck  | Dominic Monaghan                              | Hobbit             |
| Peregrin "Pippin" Took       | Billy Boyd                                    | Hobbit             |
| Legolas Greenleaf            | Orlando Bloom                                 | Elf                |
| Saruman                      | Christopher Lee                               | Tovenaar (Maia)    |
| Lurtz                        | Lawrence Makoare                              | Uruk-hai           |
| Elrond                       | Hugo Weaving                                  | Elf                |
| Haldir                       | Craig Parker                                  | Elf                |
| Celeborn                     | Marton Csokas                                 | Elf                |
| Bilbo Baggins                | Ian Holm                                      | Hobbit             |
| Tovenaar-koning van Angmar   | Shane Rangi Brent McIntyre Andy Serkis (stem) | Nazgûl (Ringgeest) |

## Achtergrond

### Productie
Jackson begon in augustus 1997 met Christian Rivers te werken aan een script voor de filmtrilogie. Tegelijk begonnen Richard Taylor en Weta Workshop met hun interpretatie van Midden-aarde. Jackson gaf hun de opdracht om Midden-aarde er zo realistisch mogelijk uit te laten zien.
In november werden Alan Lee en John Howe de primaire visuele ontwerpers voor de filmtrilogie. Beide hadden al ervaring als boekillustrators. Lee werkte voor de Art Department en hielp mee met het ontwerpen van plaatsen als Rivendel, Isengard, Moria en Lothlórien. Op 1 april 1999 voegde Ngila Dickson zich bij het gezelschap als kostuumontwerper. Zij en 40 helpers maakten in totaal 19,000 kostuums.

### Filmlocaties
In chronologische volgorde
| Fictieve locatie      | Locatie in Nieuw-Zeeland       | Gebied in Nieuw-Zeeland |
| --------------------- | ------------------------------ | ----------------------- |
| Hobbitstee            | Matamata                       | Waikato                 |
| Tuinen van Isengard   | Harcourt Park                  | Upper Hutt              |
| Bossen van de Gouw    | Otaki Gorge Road               |                         |
| Pont van Bokkelburg   | Keeling Farm                   | Manukau                 |
| Bos nabij Breeg       | Takaka Hill                    | Nelson                  |
| Trollenbos            | Waitarere Forest               |                         |
| Voorde van de Bruinen | Arrowtown Recreational Reserve | Queenstown              |
| Rivendel              | Kaitoke Regional Park          | Upper Hutt              |
| Hulst                 | Mount Olympus                  | Nelson                  |
| Dimril Dal            | Lake Alta                      | The Remarkables         |
| Dimril Dal            | Mount Owen                     | Nelson                  |
| Lothlórien            | Wakatipumeer                   | Queenstown              |
| Rivier de Anduin      | Rangitikei River               |                         |
| Rivier de Anduin      | Poet's Corner                  | Upper Hutt              |
| Parth Galen           | Paradise                       | Glenorchy               |
| Amon Hen              | Mavora Lakes                   | Milford Sound           |

### Speciale effecten
The Fellowship of the Ring maakt extensief gebruik van digitale animatie, make-up en andere speciale effecten. Een van de meest gebruikte effecten is die waarin de acteurs die de vier Hobbits spelen kleiner lijken dan ze in werkelijkheid zijn. Hiervoor werd onder andere forced perspective gebruikt. In sommige scènes werden stand-ins gebruik voor de acteurs, en werden scènes meerdere malen opgenomen met behulp van decorstukken op een andere schaal.
Voor het gevecht tussen de laatste alliantie en Saurons leger werd volop computeranimatie gebruikt. Voor de scène ontwikkelde Stephen Regelous een nieuw programma genaamd Massive, waarmee duizenden individuele personages tegelijk tot leven konden worden gebracht op het scherm. De digitale wezens in de film waren van groot belang daar Jackson alles zo realistisch mogelijk wilde houden. Voor vrijwel alle digitaal geanimeerde wezens in de film werden schaalmodellen gemaakt waarmee de tekenaars details konden toevoegen aan de digitale beelden. Voor de Balrog werden opnames van echt vuur gemaakt en verwerkt in het eindbeeld.

### Muziek
De filmmuziek van The Fellowship of the Ring is gecomponeerd door Howard Shore, net als de muziek van de andere twee films. Bij deze film zong de Ierse zangeres Enya twee nummers (Aníron en May it be). De Engelse Edward Ross zong de tekst voor het nummer In Dreams.

### Verschillen met het boek
- In het boek bereidt Frodo zijn reis enkele maanden lang voor, waarbij hij voorwendt dat hij naar Bokland verhuist. Pepijn en Merijn, die meehelpen, hebben doorgekregen dat er meer aan de hand is, gaan later alsnog mee op reis. In de film gaan Frodo en Sam veel sneller op reis en komen ze Pepijn en Merijn onderweg tegen.
- De reis door het Oude Woud en de Grafheuvels is geheel weggelaten, en daarmee komen Tom Bombadil en Goudbezie ook niet in de film voor.
- Glorfindel komt in de film niet voor. Zijn rol is overgenomen door Arwen.
- In het boek wordt het Reisgenootschap pas na de Raad van Elrond in overleg samengesteld. In de film gaat dit spontaan.
- Narsil wordt in het boek voor het vertrek van het Reisgenootschap hersmeed tot Andúril. In de film gebeurt dit niet. Dit duurt nog tot de derde film.
- In het boek wordt het Reisgenootschap onderweg naar Moria aangevallen door Wargs. In de film is dit weggelaten.
- In het boek valt een groep Orks onder leiding van een vliegende Nazgûl vanaf de oostoever van de Anduin aan op het Reisgenootschap.
- De dood van Boromir is van het begin van The Two Towers verplaatst naar het einde van het eerste deel. Ook is er een climax toegevoegd in de vorm van een gevecht met de Uruk-hai van Saruman. Deze staan onder leiding van Lurtz, die in het boek niet voorkomt.
- Het verhaal wordt op een meer chronologische wijze verteld, met meerdere perspectieven. Zo komt Saruman in het boek vooral voor in flashbacks, terwijl hij in de film al veel eerder voorkomt.
- Sommige personages zijn licht veranderd. Pepijn en Merijn zijn in de film twee komische kwajongens, terwijl ze zich in het boek volwassener gedragen. Ook Gimli is komischer dan in het boek. Aragorn lijkt op zijn beurt meer aan zichzelf te twijfelen.
- In de film zijn Frodo, Sam, Merijn en Pepijn vrienden en van ongeveer dezelfde leeftijd. In het boek zijn de leeftijdsverschillen vrij groot. Aan het begin van de queeste is Frodo 50 jaar, Sam is 38, Merijn en Pepijn zijn respectievelijk 36 en 28 jaar oud. Sam is van een lagere sociaaleconomische klasse (tuinman) dan de andere drie, die geen duidelijk beroep hebben, en noemt ze 'meneer' en 'meester'.

## Prijzen en nominaties
“The Fellowship of the Ring” werd in totaal genomineerd voor 163 prijzen, waarvan hij er 80 won. De belangrijkste hiervan zijn:
| Jaar | Prijs                   | Categorie                                | Genomineerde(n)                                                  | Uitslag     |
| ---- | ----------------------- | ---------------------------------------- | ---------------------------------------------------------------- | ----------- |
| 2002 | Academy Award           | Beste Cinematografie                     | Andrew Lesnie                                                    | Gewonnen    |
| 2002 | Academy Award           | Beste visuele effecten                   | Jim Rygiel, Randall William Cook, Richard Taylor, Mark Stetson   | Gewonnen    |
| 2002 | Academy Award           | Beste make-up                            | Peter Owen, Richard Taylor                                       | Gewonnen    |
| 2002 | Academy Award           | Beste muziek                             | Howard Shore                                                     | Gewonnen    |
| 2002 | Academy Award           | Beste mannelijke bijrol                  | Ian McKellen                                                     | Genomineerd |
| 2002 | Academy Award           | Best Art Direction-Set Decoration        | Grant Major, Dan Hennah                                          | Genomineerd |
| 2002 | Academy Award           | Beste kostuums                           | Ngila Dickson, Richard Taylor                                    | Genomineerd |
| 2002 | Academy Award           | Beste regisseur                          | Peter Jackson                                                    | Genomineerd |
| 2002 | Academy Award           | Beste montage                            | John Gilbert                                                     | Genomineerd |
| 2002 | Academy Award           | Beste muziek                             | Enya, Nicky Ryan, Roma Ryan                                      | Genomineerd |
| 2002 | Academy Award           | Beste film                               | Peter Jackson, Barrie M. Osborne, Fran Walsh                     | Genomineerd |
| 2002 | Academy Award           | Beste geluid                             | Christopher Boyes, Michael Semanick, Gethin Creagh, Hammond Peek | Genomineerd |
| 2002 | Academy Award           | Beste script                             | Fran Walsh, Philippa Boyens, Peter Jackson                       | Genomineerd |
| 2002 | Saturn Award            | Beste regisseur                          | Peter Jackson                                                    | Gewonnen    |
| 2002 | Saturn Award            | Beste fantasyfilm                        | -                                                                | Gewonnen    |
| 2002 | Saturn Award            | Beste mannelijke bijrol                  | Ian McKellen                                                     | Gewonnen    |
| 2002 | Saturn Award            | Cinescape Genre Face of the Future Award | Orlando Bloom                                                    | Genomineerd |
| 2002 | Saturn Award            | Beste kostuums                           | Ngila Dickson, Richard Taylor                                    | Genomineerd |
| 2002 | Saturn Award            | Beste make-up                            | Peter Owen, Richard Taylor                                       | Genomineerd |
| 2002 | Saturn Award            | Beste muziek                             | Howard Shore                                                     | Genomineerd |
| 2002 | Saturn Award            | Beste speciale effecten                  | Jim Rygiel, Randall William Cook, Richard Taylor, Mark Stetson   | Genomineerd |
| 2002 | Saturn Award            | Beste script                             | Fran Walsh, Philippa Boyens, Peter Jackson                       | Genomineerd |
| 2002 | Bogey Award in Titanium | -                                        | -                                                                | Gewonnen    |
| 2002 | Golden Globe            | Beste regisseur                          | Peter Jackson                                                    | Genomineerd |
| 2002 | Golden Globe            | Beste film – drama                       | -                                                                | Genomineerd |
| 2002 | Golden Globe            | Beste originele muziek                   | Howard Shore                                                     | Genomineerd |
| 2002 | Golden Globe            | Beste originele lied                     | Enya                                                             | Genomineerd |
| 2003 | Saturn Award            | Best DVD Special Edition Release         | -                                                                | Gewonnen    |